# Pilismicra
Pilismicra is een geslacht van vliesvleugeligen uit de familie bronswespen (Chalcididae). De wetenschappelijke naam van dit geslacht is voor het eerst geldig gepubliceerd in 1992 door Boucek.

## Soorten
Het geslacht Pilismicra is monotypisch en omvat slechts de volgende soort:
- Pilismicra longipes Boucek, 1992